# 培根縣 (喬治亞州)
培根县（英語：Bacon County）是美國喬治亞州東南部的一個縣。面積741平方公里。2000年共有人口10,103人，2005年增至10,379人。縣治阿爾馬。
該县成立於1914年7月27日，縣名為紀念聯邦參議員奧古斯都·屋大維·培根。